# Miraida Garcíaová
Miraida (Mirayda) Garcíaová Sotová (* 9. února 1969) je bývalá kubánská sportovní šermířka, která se specializovala na šerm kordem. Kubu reprezentovala v devadesátých letech a v prvním desetiletí jednadvacátého století. Na olympijských hrách startovala v roce 1996 a 2000 v soutěži jednotlivkyň a družstev. V roce 1997 získala titul mistryně světa v soutěži jednotlivkyň. S kubánským družstvem kordistek vybojovala v roce 1998 druhé místo na mistrovství světa.